# Miroslav Libovický
Miroslav Libovický (* 27. prosince 1943) je bývalý český fotbalový brankář. Po skončení aktivní kariéry působil jako tlumočník a překladatel.

## Fotbalová kariéra
V československé lize hrál za SONP Kladno.

## Ligová bilance
| Ročník                                   | Zápasy | Góly | Klub        |
| ---------------------------------------- | ------ | ---- | ----------- |
| 1. československá fotbalová liga 1969/70 | 2      | 0    | SONP Kladno |
| CELKEM                                   | 2      | 0    |             |